# Jean Lassner
Jean Lassner, né le 7 mai 1913 à Vienne (Autriche) et mort en Dordogne le 28 juillet 2007, à Saint-Vincent-le-Paluel, est un médecin français d'origine autrichienne pionnier de l’anesthésie.

## Biographie
Jean Lassner est né à Vienne (Autriche) le 7 mai 1913. Il y fait ses études secondaires et le début de ses études de médecine. Il a des liens avec Oswald Schwarz, fondateur de la médecine psychosomatique. 
Intéressé par la philosophie et spécialement par la phénoménologie, il devient l’élève d’Husserl. Très touché par le Nouveau Testament et par l’enseignement d’Ignace de Loyola, il rejoint l’Église anglicane, l’attitude du cardinal archevêque de Vienne, Theodor Innitzer, à l’égard du nazisme l’ayant éloigné de l’Église catholique.
En 1938, il quitte l’Autriche avec sa famille et s’installe d’abord à Zurich puis poursuit sa médecine à Lausanne où il fait son doctorat. Il émigre alors en France où il entre en contact avec Henry de Kérillis qui, avec énergie, dénonce la capitulation de Munich. Il propose au Service de santé des armées la poursuite d’une étude sur les brûlures et la mort des brûlés, thème de sa thèse. 
Il est affecté à l’hôpital Rothschild pour y poursuivre son travail. En 1939, il s’engage dans l’armée française et est affecté à l’hôpital civil de Versailles dans l’unité « Z », destinée à soigner les victimes des gaz de combat, puis, à sa demande pour être au cœur du combat, à une unité de Prestataires Étrangers, quoiqu’on l’informe que les Allemands fusilleront tout soldat étranger… D’abord dirigée vers la Mayenne, l’unité connaît la retraite précipitée, le désastre de Dunkerque, et le repli vers le Sud. Arrivé à Albi en 1940, Jean Lassner est démobilisé. Sur place, il essaie de lutter contre l’épidémie de dysenterie qui vient de se déclarer. Il prend contact avec un groupe de résistants qui a pour mission de rechercher des renseignements d’intérêt stratégique sur les établissements industriels de la région travaillant pour les Allemands.
En 1941, on lui confie les documents destinés à la France libre et il fait plusieurs tentatives de départ sans résultat, échappant à plusieurs reprises à l’arrestation. Une amie de l’ambassade américaine lui obtient de faux papiers et il réussit enfin à s’évader. Interpellé par un douanier, il lui fait la remarque suivante :
« - Tu n’as pas honte de faire cette sale besogne alors que tu pourrais combattre aux côtés du général de Gaulle ? »
Interloqué, le douanier le laisse passer ! Il réussit à traverser l’Espagne et, arrivé au Portugal, remet les documents à l’ambassade britannique de Lisbonne. Il demande au représentant de la France libre de lui permettre d’aller rejoindre De Gaulle. Mais les autorités britanniques font traîner les choses et, impatient et n’ayant plus beaucoup d’argent, il réussit à obtenir un visa américain et fait le voyage sur un bateau grec, le Nyassa, avec une dangereuse étape à Casablanca. Arrivé à New York, où sa famille a trouvé refuge, il demande, sans y réussir, à partir en Syrie. En décembre 1941 il reçoit de la Délégation de la France libre de Washington l’ordre de rallier avec les Forces navales de la France libre (FNFL) à Saint-Pierre-et-Miquelon où vient de débarquer l’amiral Muselier.
Le FBI l’empêche de quitter les États-Unis, ce qui retarde son départ de plusieurs mois. En janvier 1942 il se marie avec Colette Diamant-Berger (1917-1999), plus jeune avocate de France, fille du cinéaste Henri Diamant-Berger, elle-même engagée dans la France libre.
Ce n’est qu’en mars 1942 qu’ils peuvent rejoindre Saint-Pierre. Jean Lassner collabore avec le docteur Henri Debidour, chirurgien, et se charge de l’anesthésie et des diverses autres activités. Il prend alors contacts avec le docteur Wesley Bourne qui l’instruit sur l’anesthésie et obtient le matériel nécessaire par la base navale américaine de Terre-Neuve. Entre 1942 et 1943, 300 opérations majeures sont réalisées sous anesthésie et du pentothal sert pour la première fois en territoire français. Il est le deuxième médecin des Forces françaises libres à s’occuper d’anesthésie.
Appelé à Alger pour lutter contre la peste qui y fait des ravages, il y travaille jusqu’à son retour en France en 1944 avec pour mission d’assister le médecin colonel Imbert, médecin chef de l’Hôpital Foch. Il y organise l’enseignement de la réanimation. En 1948, il obtient la nationalité française et doit repasser le baccalauréat et soutenir sa thèse pour obtenir le doctorat français. Il est, la même année, qualifié chef de laboratoire à la faculté de médecine de Paris. En 1949 il devient assistant anesthésiologiste des Hôpitaux de Paris. À cette époque l’Ordre des médecins autorisant les deux disciplines, il crée un laboratoire d’analyse mais choisit l’anesthésie lorsqu’il fallut opter pour l’une des deux spécialités.
Il étudie et pratique des injections anesthésiques épidurales ainsi que l’anesthésie péridurale, technique qu’il enseigne. Après une courte collaboration avec le gynécologue accoucheur Maurice Mayer, il est nommé assistant successivement à Necker, Lariboisière, Saint-Louis puis à Cochin. Il exerce aussi en libéral à la clinique Ambroise Paré de Neuilly, à l’Hôpital américain avec le professeur Pierre Aboulker, urologue. En 1960 il organise un cours d’hypnose à l’hôpital Cochin et en avril 1965 un congrès mondial d’hypnose à Paris. En 1962, il est nommé maître de conférences agrégé en anesthésiologie des Hôpitaux de Paris.
Au mois d’avril 1964, le général de Gaulle doit subir une opération de la prostate. C’est le professeur Pierre Aboulker et Jean Lassner qui sont chargés de l’intervention à l’hôpital Cochin.
Chef de service du département d’anesthésiologie de Cochin Port-Royal, succédant à Ernest Kern en 1969, il est nommé professeur titulaire en 1970, puis professeur honoraire en 1982.
Il meurt le 28 juillet 2007, dans le château de Paluel, en Dordogne.

## Publications
Il a écrit plus de 200 ouvrages. 

## Récompenses et distinctions
- Président fondateur de l’Académie européenne d’anesthésiologie (1978).
- Président de la Société française d'anesthésie, d’Analgésie et de Réanimation (1976-1978).
- Représentant des anesthésiologistes auprès de l’Assistance publique de Paris.
- Président de la Commission Nationale d’Anesthésiologie du ministère de la Santé, membre de la sous-section d’anesthésiologie du Comité national des Universités.
- Membre du comité exécutif de la Fédération mondiale des sociétés d’anesthésiologie et Secrétaire de la Section européenne. Président et membre du Bureau de la Société -Internationale d’Hypnose.
- Élu membre d’honneur de l’Association des Anesthésistes de Grande-Bretagne et d’Irlande. Membre d’honneur des Sociétés d’Autriche, d’Espagne, d’Italie, de Pologne, de Roumanie et d’URSS.
- Fondateur et Rédacteur en Chef des « Cahiers d’Anesthésiologie ».
- Coauteur de l’Encyclopédie d’anesthésiologie Française.
- Membre du Comité éditorial de « Der Anaesthesist » et « International Journal for Clinical and Expermiental Hypnosis ».
- docteur honoris causa de l’Université Johannes Gutenberg (Mayence-Allemagne) Docteur Honoris Causa de l’Académie de Médecine de Poznań (Pologne)
- Une cérémonie a été organisée par le directeur de l'hôpital Cochin en mémoire de Jean Lassner.
- Une plaque commémorative a été installée le 29 mai 2009 dans le cloître de Port-Royal en présence de nombreuses personnalités.
- Commandeur de la Légion d’Honneur
- Grand’Croix de l’Ordre du Mérite
- Médaille des Évadés
- Croix du Combattant
- Croix du Combattant Volontaire de la Résistance
- Médaille de la France Libre
- Officier de la Légion d’Honneur de la Côte d'Ivoire.